# Artocarpus altissimus
Artocarpus altissimus là một loài thực vật có hoa trong họ Moraceae. Loài này được (Miq.) J.J.Sm. mô tả khoa học đầu tiên năm 1907.